# 969 Leocadia
969 Leocadia là một tiểu hành tinh bay quanh Mặt Trời.